# Xanthium strumarium
Xanthium strumarium је једногодишњa биљака из породице главочњака (Asteraceae). Неки извори тврде да потиче из јужне Европе и Азије, али је у великој мери натурализована и на другим местима. Други, као што су „Флора Кине“ и „Флора Северне Америке“, наводе да потиче из Америке, али је рано уведена у Евроазију.

## Репродуктивна биологија
Врста је једнодомна, са цветовима који се налазе у одвојеним једнополним главицама: прашинастим (мушким) главицама које се налазе изнад тучних (женских) главица у цвасти. Тучак се састоји од два женска цвета окружена бодљикавiм омотачем. Након плодоношења, ова два цвета сазревају у две смеђе до црне ахеније које су потпуно обавијене омотачем, који постаје чичак. Чичак, будући да плута, лако се распршује у води за биљке које расту дуж водених токова. Међутим, чичак, са својим кукастим избочинама, очигледно је прилагођен ширењу преко сисара тако што се заплиће у њихову длаку. Када се распрше и одложе на земљу, обично једно од семена проклија и биљка израста из чичка. 

## Токсична или медицинска фитохемија
Биљка може имати нека лековита својства и користи се у традиционалној медицини Јужне Азије и традиционалној кинеској медицини. На телугу језику, ова биљка се зове Марула Матанги. Међутим, иако се мале количине делова зрелих биљака могу конзумирати, семе и саднице не треба јести у великим количинама јер садрже значајне концентрације изузетно токсичне хемикалије карбоксиатрактилозид. Зрела биљка такође садржи барем још 4 токсина. Такође је познато да животиње угину након што поједу биљку. Пацијент који је конзумирао традиционални кинески лек који садржи кукурузу под називом Цанг Ер Зи Ван (苍耳子丸) развио је грчеве мишића. Биљка је bила одговорна за најмање 19 смртних случајева и 76 болести у округу Силхет у Бангладешу 2007. године. Људи су јели велике количине биљке, локално названих гагра шак, јер су гладовали током монсунских поплава и нису им биле доступне друге биљке. Симптоми су укључивали повраћање и измењена ментална стања, након чега је уследио губитак свести.